# Ortalide à ventre marron
Ortalis wagleri
Espèce
Statut de conservation UICN

 LC  : Préoccupation mineure
L’Ortalide à ventre marron (Ortalis wagleri) est une espèce d'oiseau de la famille des Cracidae.

## Répartition
Elle est endémique du Mexique.

## Habitat
Son habitat naturel est les forêts sèches et les forêts de plaine humides subtropicales ou tropicales.

## Taxonomie
Certains ornithologistes considèrent cette espèce comme une sous-espèce de l'Ortalide de Wagler.